# Limnophila pauciseta
Limnophila pauciseta är en tvåvingeart som beskrevs av Alexander 1924. Limnophila pauciseta ingår i släktet Limnophila och familjen småharkrankar. Inga underarter finns listade i Catalogue of Life.